# Česká asociace pedagogického výzkumu
Česká asociace pedagogického výzkumu je profesní sdružení pracovníků pedagogického výzkumu fungující od roku 1993. Posláním ČAPV je zkvalitňování vzdělávacího procesu s využitím výsledků pedagogického výzkumu, vzájemná výměna informací mezi pracovníky pedagogického výzkumu, šíření výsledků pedagogického výzkumu a jejich praktická aplikace. ČAPV se také vyjadřuje ke klíčovým otázkám rozvoje školství a vzdělávání, např. k tvorbě profesního standardu učitele.
ČAPV je spoluzakládajícím členem Evropské asociace pedagogického výzkumu, European Educational Research Association (EERA). Je též členem Rady vědeckých společností při Akademii věd České republiky.

## Etický kodex ČAPV
V roce 2010 byl na XVIII. konferenci ČAPV v Liberci projednán a schválen Etický kodex České asociace pedagogického výzkumu. Podkladem pro kodex byla analýza Jana Průchy a Romana Švaříčka, zveřejněná v odborném časopisu Pedagogická orientace č. 2/2009.

## Konference České asociace pedagogického výzkumu
ČAPV pořádá jednou ročně konferenci zaměřenou na metodologii a výsledky pedagogického výzkumu. Od roku 2000 je doprovodnou součástí konferencí metodologický seminář pro studenty doktorského studia.
Přehled konferencí ČAPV
- 1993 – Praha (Téma: Pedagogický výzkum a transformace české školy)
- 1994 – Ústí nad Labem (Učitel - jeho příprava a požadavky školské praxe)
- 1995 – Brno (Český pedagogický výzkum v současných společenských podmínkách)
- 1996 – Olomouc (Pedagogická evaluace v podmínkách české školy)
- 1997 – Plzeň (Výchova a vzdělávání v českých zemích na prahu třetího tisíciletí)
- 1998 – České Budějovice (4 samostatné sekce k těmto tématům: Metodologické problémy pedagogického výzkumu; Problematika doktorandského studia; Současné poznatky o studentské a žákovské populaci; Transformace české školy - vize a realita)
- 1999 – Hradec Králové (Poslední desetiletí v českém a zahraničním výzkumu)
- 2000 – Liberec (Pedagogický výzkum v České republice)
- 2001 – Ostrava (Nové možnosti vzdělávání a pedagogický výzkum)
- 2002 – Praha (Výzkum školy a učitele)
- 2003 – Brno (Sociální souvislosti výchovy a vzdělávání)
- 2004 – Ústí nad Labem (Profese učitele a současná společnost)
- 2005 – Olomouc (Pedagogický výzkum: reflexe společenských potřeb a očekávání)
- 2006 – Plzeň (Současné metodologické přístupy a strategie pedagogického výzkumu)
- 2007 – České Budějovice (Svět výchovy a vzdělávání v reflexi současného pedagogického výzkumu)
- 2008 – Hradec Králové (Pedagogický výzkum jako podpora proměny současné školy)
- 2009 – Ostrava (Český pedagogický výzkum v mezinárodním kontextu)
- 2010 – Liberec (Kam směřuje současný pedagogický výzkum?)
- 2011 – Brno (Smíšený design v pedagogickém výzkumu)
- 2012 – Praha (Kvalita ve vzdělávání)
- 2013 – Ústí nad Labem (Efektivita vzdělávání v proměnách společnosti)
- 2014 – Olomouc (Pedagogický výzkum: spojnice mezi teorií a praxí)
- 2015 – Plzeň (Etické a sociální aspekty v oblasti vzdělávání a pedagogickém výzkumu)
- 2016 – České Budějovice (Síťování (networking) v pedagogickém výzkumu)
- 2017 – Hradec Králové (Vliv technologií v oblasti vzdělávání a pedagogickém výzkumu)
- 2018 – Zlín (Transdisciplinarita v pedagogických vědách)
- 2019 – Liberec (Pedagogický výzkum, školní praxe a výzvy demokracie)
- 2020 – Ostrava (Rozmanitost podpory učení v teorii a výzkumu)
- 2021 – Brno (Na cestě ke spravedlnosti ve vzdělávání: pedagogický výzkum pro lepší praxi a politiku)
- 2022 – Babice (Proměny výchovy a vzdělávání a jejich reflexe v pedagogickém výzkumu)
- 2023 – Ústí nad Labem (Pedagogický výzkum a proměny vzdělávání)
- 2024 – Praha (Spolupráce oborů pro podporu kvality vzdělávání)
- 2025 – Olomouc (Vývoj a perspektivy: výzkum a vzdělávání v 21. století)

## Členství
Členem ČAPV se může stát každý, kdo je svou profesionální činností výzkumně spjat s oblastí výchovy a vzdělávání v různých oborech: pedagogika, psychologie, sociologie, případně i v dalších oborech (např. ekonomie, medicína aj.). Členství je otevřeno i těm, kteří výzkum přímo neprovádějí, ale jeho výsledky využívají (učitelé) a studentům odpovídajících oborů.
Nástrojem vnitřní komunikace v ČAPV je Bulletin ČAPV, distribuovaný členům pětkrát ročně.